# Primaire présidentielle vénézuélienne de la Plateforme unitaire de 2023
La primaire présidentielle vénézuélienne de la Plateforme unitaire de 2023 a lieu en vue de l'élection présidentielle vénézuélienne de 2024.

## Déroulement
Le 29 mars 2022, l'opposition annonce la rédaction d'un règlement en vue de la tenue d'une primaire présidentielle. La tenue de la primaire est annoncée le 16 mai.
Les membres de la commission d'organisation de la primaire sont nommés en novembre 2022.
Les candidats sont María Corina Machado, Andrés José de San Bosco Caleca Pacheco, Delsa Solórzano, Andrés Velásquez, Carlos Prosperi, Tamara Adrián, Luis Farías, Gloria Pinho, César Pérez Vivas et Andrés Velásquez. Sans surprise, le scrutin est remporté par Machado.
Le 20 avril 2024, du fait de l'inéligibilité de Machado, Edmundo González Urrutia est choisi comme candidat de substitution.

## Résultats
| Candidats                | Candidats            | Partis               | Voix      | %     |
| ------------------------ | -------------------- | -------------------- | --------- | ----- |
|                          | María Corina Machado | VV                   | 2 253 825 | 92,35 |
|                          | Carlos Prosperi      | AD                   | 112 523   | 4,61  |
|                          | Delsa Solórzano      | EC                   | 15 340    | 0,63  |
|                          | Andrés Caleca        | MPV                  | 12 837    | 0,53  |
|                          | César Pérez Vivas    | CC                   | 8 181     | 0,34  |
|                          | Andrés Velásquez     | LCR                  | 5 047     | 0,21  |
|                          | Luis Balo Farías     | PMV                  | 3 384     | 0,14  |
|                          | Gloria Pinho         | PTV                  | 2 876     | 0,12  |
|                          | Tamara Adrián        | UPLD                 | 1 826     | 0,07  |
|                          | César Almeida        | UPP 89               | 1 370     | 0,05  |
|                          |                      |                      |           |       |
| Votes valides            |                      |                      |           |       |
| Votes blancs et nuls     | Votes blancs et nuls | Votes blancs et nuls | 23 206    | 0,95  |
| Total                    | Total                | Total                | 2 440 415 | 100   |
| Abstention               |                      |                      |           |       |
| Inscrits / participation |                      |                      |           |       |